# Basilia nudior
Espèce
Basilia nudior est une espèce d'insectes diptères brachycères de la famille des Hippoboscidae (ou Nycteribiidae quand celle-ci n'est pas traitée comme une sous-famille des hippobosques). Cette espèce parasite les chauves-souris et est parfois traitée comme une sous-espèce Basilia mongolensis.

## Hôtes
Cette espèce a été signalée chez l'Oreillard gris (Plecotus austriacus), le Murin de Natterer (Myotis nattereri), le Murin doré (M. aurascens) et le Murin d'Alcathoé (M. alcathoe).